# Muzio Vitelleschi

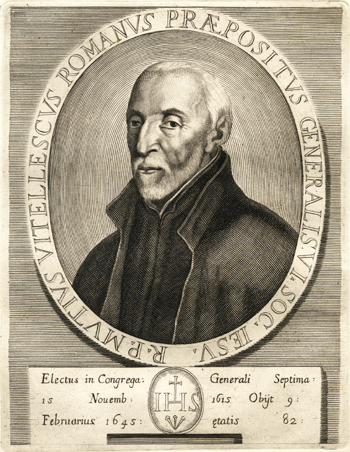
Muzio Vitelleschi

Muzio Vitelleschi (Roma, 2 dicembre 1563 – Roma, 9 febbraio 1645) è stato un gesuita italiano, sesto preposito generale dell'ordine dal 1615 alla morte.

## Biografia
Di nobile famiglia romana, contro il parere dei familiari e per mediazione di papa Gregorio XIII, decise di entrare nella Compagnia di Gesù ed il 15 agosto del 1583 iniziò il suo noviziato presso il Collegio Romano fu anche professore di filosofia e teologia. Ricoprì quindi importanti incarichi all'interno dell'ordine: per due mandati (1592-1594 e 1597-1598) fu rettore del Venerabile Collegio Inglese di Roma dove curò la formazione dei missionari da inviare nell'Inghilterra protestante; fu poi Superiore Provinciale per Napoli e Roma.
Abile predicatore, divenne celebre pronunciando l'omelia per il venerdì santo del 1590 davanti a papa Gregorio XIII.
Fu amico e collaboratore di Roberto Bellarmino, che aiutò nella composizione dell'imponente opera apologetica Le controversie.
Venne eletto Preposito Generale nel 1615, alla morte di Claudio Acquaviva: sotto il suo generalato, la Compagnia conobbe un notevole sviluppo nel mondo passando dai 12.000 religiosi contati sotto la reggenza del suo predecessore ai 16.000 del 1640. Riuscì ad ottenere la canonizzazione del fondatore del suo ordine, Ignazio di Loyola, e di Francesco Saverio.

## Lettere e carteggi
- Epistola R.P.N.G. Mutij Vitelleschi ad patres, et fratres Societatis, s.d. (datata "Romae 2 Ianuarij 1617");
- Lettera del r.p.n. Nutio Vitelleschi generale della Compagnia di Giesù a superiori di essa, s.d. (datata "Romae 4 di Gennaro 1617");
- Relatione di alcune cose cauate dalle lettere scritte negli anni 1619. 1620. & 1621. Dal Giappone. Al molto Reu. in Christo p. Mutio Vitelleschi preposito generale della Compagnia di Giesù, In Milano, per gl'her. di Pacifico Pontio, & Gio. Battista Piccaglia stampatori archiepiscopali, 1625;
- Lettere annue del Tibet del 1626 e della Cina del 1624 scritte al m. r. p. Mutio Vitelleschi Generale della Compagnia di Giesù, In Roma, appresso Francesco Corbelletti, 1628;
- Lettere annue di Ethiopia del 1624, 1625 e 1626 scritte al m. r. p. Mutio Vitelleschi Generale della Compagnia di Giesù, In Roma, per l'herede di Bartolomeo Zannetti, 1628;
- Carta de nuestro muy reu. padre Mutio Vitelleschi general de la Compania de Iesus a los padres, y hermanos de la misma, En Roma, por Vincente Blanco, 1639;
- Lettera del molto r.p.n. generale Mutio Vitelleschi a' padri, e fratelli della Compagnia, s.d. (datata "Di Roma 15 di nouembre 1639");
- Epistola Reuerendi P.N. Generalis Mutii Vitelleschi ad patres et fratres Societatis Iesu, pubblicata insieme alle lettere di altri padri generali S.I. Carafa, Piccolomini, Nickel, s.d. (ultima lettera datata "Romae 16. Nouembris 1656");